# Rico Seith
Rico Seith (* 31. Mai 1994 in Karlsruhe) ist ein deutscher Sänger aus dem Bereich Schlager.
Seith wuchs in Karlsruhe auf und wurde durch den Leiter der Bruchsaler Schloßspatzen als Sänger entdeckt. Der Schlagerproduzent Benjamin Zibret baute ihn als Schlagernachwuchs auf und produzierte auch seine erste Maxi-CD Santa Rosa. Seith gewann am 10. August 2008 in der Volksmusik- und Schlagersendung Immer wieder sonntags den ersten Platz als Sommerhit-König 2008 und am 21. Mai den 2. Platz des Vorentscheides des Grand Prix der Volksmusik 2009. 
Im Oktober 2012 verabschiedete sich Seith von der Bühne.

## Karriere
- Mai 2007 bis Okt. 2012 Sänger und Künstler im Bereich Schlager.

## Preise und Nominierungen
- Sommerhit-König 2008 bei Immer wieder sonntags
- Preis der smago.de, der Arbeitsgemeinschaft Deutscher Schlager und Volksmusik e. V.
- 2. Platz des Vorentscheid des Grand Prix der Volksmusik 2009
- und am internationalen «Grand Prix der Volksmusik» am 29. August den 6. Platz.

## Diskografie
- Maxi-CD: Santa Rosa, 2008
- Album: Ich zeig dir meine Welt. 21. August 2009

| Personendaten    | Personendaten            |
| ---------------- | ------------------------ |
| NAME             | Seith, Rico              |
| KURZBESCHREIBUNG | deutscher Schlagersänger |
| GEBURTSDATUM     | 31. Mai 1994             |
| GEBURTSORT       | Karlsruhe                |